# Santa Claus

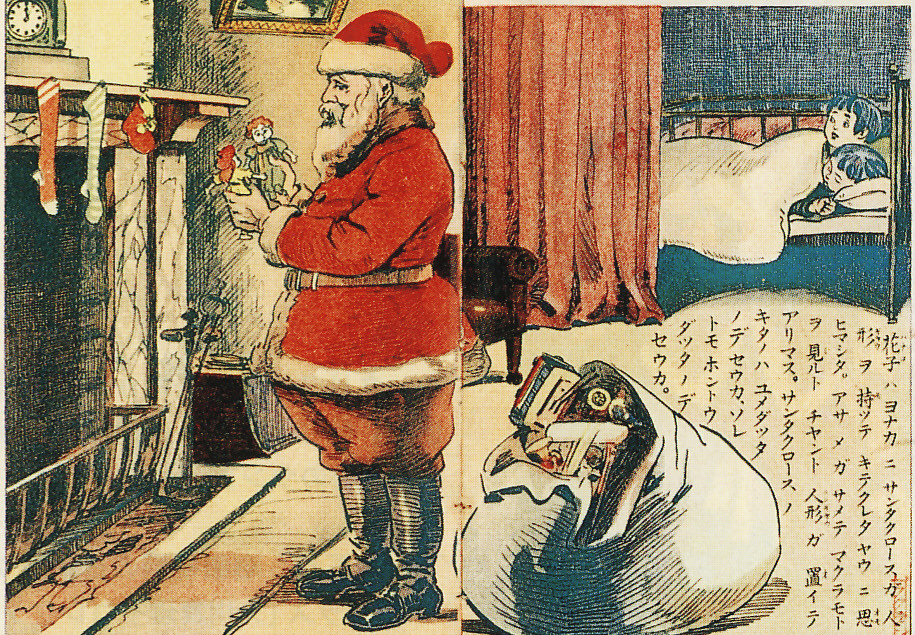
Santa Claus přinášející dárky – japonská kresba z roku 1914

Santa Claus, známý též jako svatý Mikuláš, Otec Vánoc nebo jednoduše Santa, je legendární osoba, která v mnoha zemích dává dárky všem hodným dětem. Tradičně na Štědrý večer 24. prosince nebo 6. prosince (svátek svatého Mikuláše). Legenda má z části základ v legendárním vyprávění vztahujícím se k osobě svatého Mikuláše. Velmi podobný příběh je v řeckém a byzantském folkloru spojován s Basilem Velikým. Svátek svatého Basila 1. ledna je časem vyměňování dárků v Řecku.
Původně byl zobrazován v biskupském rouchu. Dnešní Santa Claus je většinou zobrazován jako oblý, veselý, bělovousý muž nosící červený klobouk s bílým lemem. Bíle lemované kalhoty s černým koženým páskem a boty.
Santa Claus žije na dalekém severu v kraji věčného ledu, nebo na měsíci. Poloha Santova obydlí kolísá od severního pólu po Korvatunturi v Laponsku. V americké verzi Santa přilétá na svých sáních, tažených létajícími soby. Do domu se dostává komínem tak, že do něj skočí a přistane v krbu. Tam dá dárky do punčoch, které si děti nachystaly na krbovou římsu a dá je taky pod stromek, když šly spát.

## Původ
Název Santa Claus vznikl chybou ve výslovnosti nizozemského slova Sinterklaas, které je zkratkou slova Sint Nicolaas (svatý Mikuláš).
Nejrozšířenější moderní vzezření Santa Clause jako tlustšího muže s vousy v červeno-bílém oblečení se někdy mylně označuje jako výtvor reklamní kampaně na Coca-Colu ve 30. letech 20. století. Avšak již před rokem 1931, kdy Coca-Cola začala používat Santa Clause v reklamě, byl tento vzhled považován za standardní a zpopularizovala ho zřejmě reklamní kampaň na nápoje společnosti White Rock, která jej takto začala znázorňovat od roku 1915.
Již ve 20. letech 19. století začaly americké noviny zveřejňovat reklamy na vánoční nákupy. Tam se objevovaly obrázky Santa Clause jak ho známe dnes. Zajímavostí je, že Armáda spásy se začátkem 90. let 19. století snažila vybrat prostředky na zaplacení vánočních jídel pro potřebné. Rozhodla se dát nezaměstnaným mužům kostýmy Santa Clause, ve kterých pak sbírku prováděli. Tato sbírka se nakonec stala každoroční tradicí a Santa Clause v této podobě můžeme vidět dodnes.

## Sobi
Podle současné představy jsou sáně s dárky taženy devíti létajícími soby. Poprvé se sobi v souvislosti se Santa Clausem objevili v roce 1823 v básni Account of a Visit from St. Nicholas, kterou napsal pravděpodobně Henry Beekman Livingston, z pozdějších zpracování je známá též jako The Night Before Christmas, kde se zmiňuje osm sobů – Dasher, Dancer, Prancer, Vixen, Comet, Cupid, Dunder a Blixem, kteří táhnou jeho sáně. Jména Dunder a Blixem pochází pravděpodobně z nizozemštiny a v dalších vydáních básně procházela tato různými změnami, až se postupně ustálila na současných podobách Donner a Blitzen.

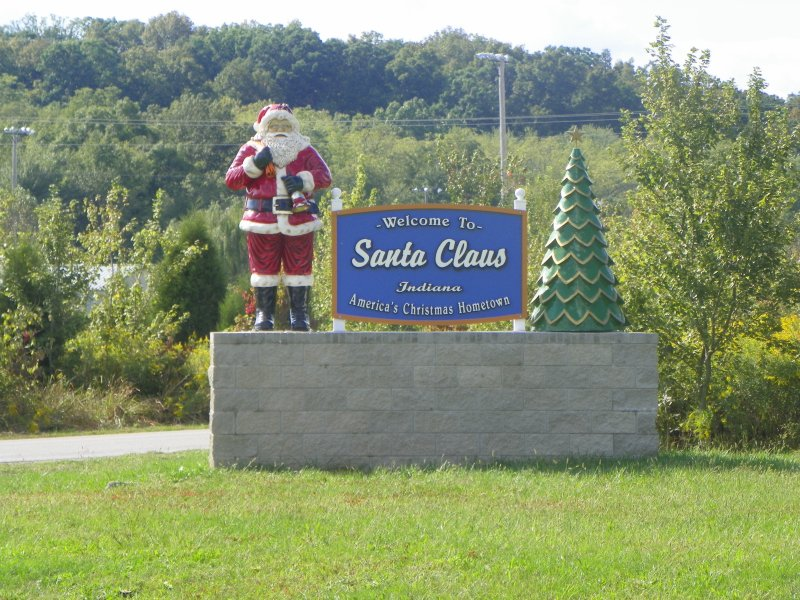
Město Santa Claus

Devátý sob, Rudolph, se objevil až v roce 1939. Tehdy Robert L. May napsal pro síť obchodních řetězců Montgomery Ward rýmovaný příběh Rudolph the Red-Nosed Reindeer o sobovi, který měl zářící červený nos, kvůli čemuž nebyl ostatními soby přijímán mezi sebe, dokud si ho nevšiml Santa Claus, který Rudolpha požádal, aby vedl jeho sáně v mlze, neboť kvůli ní hrozilo, že děti nedostanou včas své dárky. Jen během roku 1939 bylo dětem rozdáno 2,4 milionu výtisků tohoto příběhu. Dalšího úspěchu se příběh dočkal v roce 1949, kdy vyšla zhudebněná verze od Johnyho Markse, kterou nazpíval Gene Autry. Příběh byl i několikrát převeden na filmové plátno a dodnes patří v USA mezi oblíbené.

## Ježíšek versus Santa Claus
V Česku, Rakousku, na Slovensku a Horním Slezsku i v jižním Německu obdarovává děti Ježíšek. V dalších zemích má podobnou roli např. Děda Mráz (Rusko), Joulupukki (Finsko) nebo Père Noël (francouzsky „otec Vánoc“), Jultomten (Švédsko), Julenissen (Norsko). Santa Claus je dominantní hlavně v severním Německu, USA a v Kanadě, ale postupně se dostává i do zbytku Evropy.

## Mikuláš versus Santa Claus
Tradiční postavou českých Vánoc a období jim přecházejícího je kromě Ježíška i Svatý Mikuláš, který má oproti Santa Clausovi atributy biskupa, byť původ je stejný. Různé kultury pojaly motiv Svatého Mikuláše po svém, ale verze novějšího Santa Clause je celosvětově známější.